# ロビン・ゾルコーヴィ
ロビン・ゾルコーヴィ（ドイツ語: Robin Szolkowy, 1979年7月14日 - ）は、ドイツ出身の男性元フィギュアスケート選手（ペア）。パートナーはアリオナ・サフチェンコ、クラウディア・ラウシェンバッハなど。
世界フィギュアスケート選手権優勝5回。2006年トリノオリンピックペアドイツ代表。2010年バンクーバーオリンピック、2014年ソチオリンピック銅メダリスト。

## 経歴

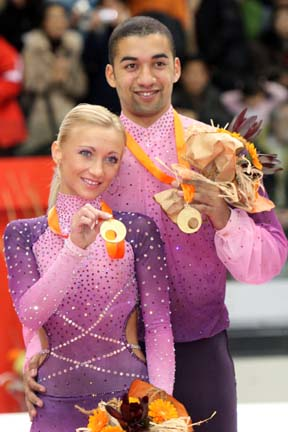
2007年

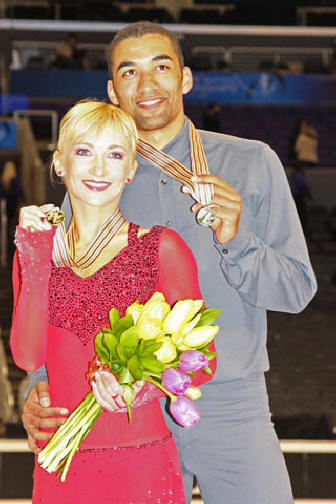
2009年世界フィギュアスケート選手権

1979年、ドイツ、メクレンブルク＝フォアポンメルン州のグライフスヴァルトに生まれる。父は当時ドイツ留学中だったタンザニア人医師で、ドイツ人看護師の母親のもとで育つ。母とともにエアフルトへ移った4歳のときにスケートを始めた。
当初男子シングル選手として活動していたが、16歳のときよりペアに転向、ケムニッツで生活を始め、最初のパートナーはヨハンナ・オットー、次いでアネット・ペッチの娘であるクラウディア・ラウシェンバッハと組んで2001年のドイツ選手権で優勝する。
ラウシェンバッハの引退後はケムニッツのシンクロナイズドスケーティングチームに所属しながらパートナーを探し、2003年、ウクライナ出身のアリオナ・サフチェンコとペアを結成した。インゴ・シュトイアーに師事し、2004-2005シーズンからISUグランプリシリーズに出場、表彰台の常連となっていった。トリノオリンピックを控えた2005-2006シーズンにはスケートカナダでISUグランプリシリーズ初優勝を飾り、初出場のグランプリファイナルでは3位。2005年12月29日にサフチェンコがドイツ国籍を取得、ドイツ代表として2006年トリノオリンピックに出場し、6位となる。
2006-2007シーズン、欧州選手権で初優勝、世界選手権で初表彰台の3位となる。2007-2008シーズンはネーベルホルン杯で優勝し、ISUグランプリシリーズのスケートカナダでも優勝、次戦のロシア杯では2位となったものの、3戦目となるNHK杯では優勝を飾った。3度目の出場となったグランプリファイナルでは、SPとFSでともに1位となり、初優勝を飾った。年が明けて欧州選手権では自己最高得点をマークし2連覇を達成した。世界選手権では初優勝を果たし、1997年に自身のコーチであるインゴ・シュトイアーが優勝した以来の栄冠をドイツにもたらした。
2008-2009シーズン、シーズン序盤から安定した成績を収め、グランプリファイナル以外の大会では全て優勝。世界選手権では2連覇を果たした。
2009-2010シーズン、エリック・ボンパール杯では転倒や要素が抜けるなどの大きなミスがあり3位、フリーのプログラムを一新して臨んだスケートカナダでは史上初めてPCSで10.00の評価をジャッジから受ける演技で優勝。グランプリファイナルではSP2位につけるが、FSでのミスが響き2年連続の3位に終わった。4連覇を狙った欧州選手権でもSPではミスのない演技だったが、FSで逆転を許し2位となった。「金メダル以外はいらない」という思いで臨んだバンクーバーオリンピックだったが、FSでのミスが響いてSP2位から1つ順位を落とし、3位となった。
2010-2011シーズン、シーズン序盤から安定した成績を収め、出場した全ての大会で優勝。世界選手権ではFS、合計得点で世界最高得点を塗り替えて3度目の優勝を果たした。
2011-2012シーズン、グランプリシリーズは3大会にエントリーして好成績を収め、グランプリファイナルでは前年に引き続き優勝した。欧州選手権はサフチェンコの怪我が原因で、SP直前に棄権を発表。世界選手権には無事出場し、SPで両足着氷ながらスロー3回転アクセルを成功させ、4度目の優勝を果たした。
2012-2013シーズン、スケートカナダでは優勝したが、エキシビションをサフチェンコの発熱のために出場を辞退した。その後、サフチェンコが静脈洞感染症になりエリック・ボンパール杯の出場を辞退し、8年連続のグランプリファイナルの出場を逃した。世界選手権ではFSの最後のエレメンツにスロー3回転アクセルを組み込む構成で2位、7年連続でメダルを獲得した。
2013-2014シーズン、中国杯の優勝でグランプリシリーズ6大会全てで優勝を果たした。続くロステレコム杯でも優勝。グランプリファイナルではSP、FSともにパーソナルベストの演技で4度目の優勝を果たした。欧州選手権はSP2位だったが、サフチェンコが風邪を引いたために棄権した。引退を決めたソチオリンピックではSPを3シーズン前のFSのピンクパンサーに変更し挑み、パーソナルベストで2位。最終滑走で迎えたFSでは2度の転倒が響き4位、総合3位で2大会連続の銅メダルに終わった。しかし、大会終了後のインタビューではサフチェンコが世界選手権に出場の意向を示した。世界選手権ではSP、FS共に1位で5度目の優勝し有終の美を飾った。8年連続の世界選手権でのメダルはイリーナ・ロドニナに次ぐ記録であり、同一のパートナーによるメダルではリュドミラ・ベルソワ/オレグ・プロトポポフに並ぶ歴代1位の記録である。4月26日に練習拠点のケムニッツで行われたアイスショーを最後に、サフチェンコとの11年に及ぶペアを解消した。
引退後はコーチ業に加え、スイスのミリアム・ロイエンベルガーとペアを組みアイスショーにも出演する。また、ロシアのニーナ・モーゼルのアシスタントコーチとしての活動も始めた。
ロシアでのコーチ業を終え、2019年1月からはカリフォルニア州・アーバインに移住した。ジェニー・メノー/トッド・サンド組やアイスダンス専門家のクリスティーン・バインダーとコーチングチームを結成し、コーチ業を再スタートさせた。

## 表記
カシューブ語に由来すると見られる姓は、ショルコーヴィーほか多様なカナ表記がされている。

## 人物
2014年8月1日、スイス人の女性と結婚した。2015年9月、第1子となる男児が誕生した。

## 主な戦績
- 戦績はアリオナ・サフチェンコと組んで以降。

| 大会/年            | 2003-04 | 2004-05 | 2005-06 | 2006-07 | 2007-08 | 2008-09 | 2009-10 | 2010-11 | 2011-12 | 2012-13 | 2013-14 |
| ------------------ | ------- | ------- | ------- | ------- | ------- | ------- | ------- | ------- | ------- | ------- | ------- |
| 冬季オリンピック   |         |         | 6       |         |         |         | 3       |         |         |         | 3       |
| 世界選手権         |         | 6       | 6       | 3       | 1       | 1       | 2       | 1       | 1       | 2       | 1       |
| 欧州選手権         |         | 4       | 2       | 1       | 1       | 1       | 2       | 1       | 棄権    | 2       | 棄権    |
| ドイツ選手権       | 1       | 1       | 1       | 1       | 1       | 1       |         | 1       |         |         | 1       |
| GPファイナル       |         |         | 3       | 2       | 1       | 3       | 3       | 1       | 1       |         | 1       |
| GPロシア杯         |         | 3       |         | 1       | 2       |         |         |         | 1       |         | 1       |
| GP中国杯           |         |         |         | 3       |         |         |         |         |         |         | 1       |
| GPスケートカナダ   |         |         | 1       |         | 1       |         | 1       |         |         | 1       |         |
| GPスケートアメリカ |         |         |         |         |         | 1       |         | 1       | 1       |         |         |
| GPNHK杯            |         |         | 2       |         | 1       |         |         |         | 3       |         |         |
| GPエリック杯       |         |         |         |         |         | 1       | 3       | 1       |         |         |         |
| NRW杯              |         |         |         |         |         |         |         |         |         | 1       |         |
| ニース杯           |         | 2       |         |         |         |         |         |         |         |         |         |
| ネーベルホルン杯   |         | 3       | 1       |         | 1       | 1       | 1       |         |         |         |         |
| ネペラ記念         |         | 1       |         |         |         |         |         |         |         |         |         |

### 詳細
| 2013-2014 シーズン    |                                                        |         |          |          |
| 開催日                | 大会名                                                 | SP      | FS       | 結果     |
| 2014年3月24日 - 30日  | 2014年世界フィギュアスケート選手権（さいたま）         | 1 79.02 | 1 145.86 | 1 224.88 |
| 2014年2月6日 - 22日   | ソチオリンピック（ソチ）                               | 2 79.64 | 4 136.14 | 3 215.78 |
| 2014年1月13日 - 19日  | 2014年ヨーロッパフィギュアスケート選手権（ブダペスト） | 2 76.76 | -        | 棄権     |
| 2013年12月13日 - 15日 | ドイツフィギュアスケート選手権（ベルリン）             | 1 76.29 | 1 139.43 | 1 215.72 |
| 2013年12月5日 - 8日   | 2013/2014 ISUグランプリファイナル（福岡）              | 2 79.46 | 1 147.57 | 1 227.03 |
| 2013年11月22日 - 24日 | ISUグランプリシリーズ ロステレコム杯（モスクワ）       | 1 73.25 | 1 133.08 | 1 206.33 |
| 2013年11月1日 - 3日   | ISUグランプリシリーズ 中国杯（北京）                   | 2 69.07 | 1 132.14 | 1 201.21 |

| 2012-2013 シーズン    |                                                      |         |          |          |
| 開催日                | 大会名                                               | SP      | FS       | 結果     |
| 2013年3月10日 - 17日  | 2013年世界フィギュアスケート選手権（ロンドン）       | 3 73.47 | 2 132.09 | 2 205.56 |
| 2013年1月23日 - 27日  | 2013年ヨーロッパフィギュアスケート選手権（ザグレブ） | 1 70.21 | 2 135.03 | 2 205.24 |
| 2012年12月4日 - 9日   | 2012年NRW杯（ドルトムント）                          | 1 73.55 | 1 133.97 | 1 207.52 |
| 2012年10月26日 - 28日 | ISUグランプリシリーズ スケートカナダ（ウィンザー）   | 1 72.26 | 1 129.10 | 1 201.36 |

| 2011-2012 シーズン     |                                                            |         |          |          |
| 開催日                 | 大会名                                                     | SP      | FS       | 結果     |
| 2012年3月26日 - 4月1日 | 2012年世界フィギュアスケート選手権（ニース）               | 1 68.63 | 2 132.86 | 1 201.49 |
| 2012年1月23日 - 29日   | 2012年ヨーロッパフィギュアスケート選手権（シェフィールド） | -       | -        | 棄権     |
| 2011年12月8日 - 11日   | 2011/2012 ISUグランプリファイナル（ケベック・シティー）    | 2 69.82 | 1 142.44 | 1 212.26 |
| 2011年11月25日 - 27日  | ISUグランプリシリーズ ロステレコム杯（モスクワ）           | 1 68.72 | 1 139.97 | 1 208.69 |
| 2011年11月11日 - 13日  | ISUグランプリシリーズ NHK杯（札幌）                        | 1 59.23 | 3 112.45 | 3 171.68 |
| 2011年10月21日 - 23日  | ISUグランプリシリーズ スケートアメリカ（オンタリオ）       | 5 59.45 | 1 124.53 | 1 183.98 |

| 2010-2011 シーズン     |                                                        |         |          |          |
| 開催日                 | 大会名                                                 | SP      | FS       | 結果     |
| 2011年4月24日 - 5月1日 | 2011年世界フィギュアスケート選手権（モスクワ）         | 2 72.98 | 1 144.87 | 1 217.85 |
| 2011年1月24日 - 30日   | 2011年ヨーロッパフィギュアスケート選手権（ベルン）     | 1 72.31 | 2 133.89 | 1 206.20 |
| 2011年1月7日 - 8日     | ドイツフィギュアスケート選手権（オーベルストドルフ）   | 1 77.37 | 1 132.03 | 1 209.40 |
| 2010年12月9日 - 12日   | 2010/2011 ISUグランプリファイナル（北京）              | 1 74.40 | 1 136.32 | 1 210.72 |
| 2010年11月26日 - 28日  | ISUグランプリシリーズ エリック・ボンパール杯（パリ）   | 1 66.65 | 1 131.23 | 1 197.88 |
| 2010年11月12日 - 14日  | ISUグランプリシリーズ スケートアメリカ（ポートランド） | 1 63.99 | 1 133.71 | 1 197.70 |

| 2009-2010 シーズン    |                                                      |         |          |          |
| 開催日                | 大会名                                               | SP      | FS       | 結果     |
| 2010年3月22日 - 28日  | 2010年世界フィギュアスケート選手権（トリノ）         | 3 69.52 | 2 135.22 | 2 204.74 |
| 2010年2月12日 - 28日  | バンクーバーオリンピック（バンクーバー）             | 2 75.96 | 3 134.64 | 3 210.60 |
| 2010年1月18日 - 24日  | 2010年ヨーロッパフィギュアスケート選手権（タリン）   | 1 74.12 | 2 137.60 | 2 211.72 |
| 2009年12月3日 - 6日   | 2009/2010 ISUグランプリファイナル（東京）            | 2 73.14 | 4 127.24 | 3 200.38 |
| 2009年11月19日 - 22日 | ISUグランプリシリーズ スケートカナダ（キッチナー）   | 1 74.16 | 1 132.55 | 1 206.71 |
| 2009年10月15日 - 18日 | ISUグランプリシリーズ エリック・ボンパール杯（パリ） | 1 72.98 | 4 101.44 | 3 174.42 |
| 2009年9月24日 - 26日  | 2009年ネーベルホルン杯（オーベルストドルフ）         | 1 72.80 | 1 113.19 | 1 185.99 |

| 2008-2009 シーズン    |                                                        |         |          |          |
| 開催日                | 大会名                                                 | SP      | FS       | 結果     |
| 2009年3月23日 - 29日  | 2009年世界フィギュアスケート選手権（ロサンゼルス）     | 1 72.30 | 1 131.18 | 1 203.48 |
| 2009年1月19日 - 25日  | 2009年ヨーロッパフィギュアスケート選手権（ヘルシンキ） | 2 66.64 | 1 132.43 | 1 199.07 |
| 2008年12月18日 - 21日 | ドイツフィギュアスケート選手権（オーベルストドルフ）   | 1 72.68 | 1 111.78 | 1 197.20 |
| 2008年12月10日 - 14日 | 2008/2009 ISUグランプリファイナル（高陽）              | 1 70.14 | 3 114.95 | 3 185.09 |
| 2008年11月13日 - 16日 | ISUグランプリシリーズ エリック・ボンパール杯（パリ）   | 1 68.18 | 1 120.32 | 1 188.50 |
| 2008年10月23日 - 26日 | ISUグランプリシリーズ スケートアメリカ（エバレット）   | 2 64.08 | 1 116.69 | 1 180.77 |
| 2008年9月25日 - 28日  | 2008年ネーベルホルン杯（オーベルストドルフ）           | 1 67.73 | 1 115.49 | 1 183.22 |

| 2007-2008 シーズン       |                                                        |         |          |          |
| 開催日                   | 大会名                                                 | SP      | FS       | 結果     |
| 2008年3月17日 - 23日     | 2008年世界フィギュアスケート選手権（ヨーテボリ）       | 2 72.00 | 1 130.86 | 1 202.86 |
| 2008年1月21日 - 27日     | 2008年ヨーロッパフィギュアスケート選手権（ザグレブ）   | 1 70.36 | 1 132.03 | 1 202.39 |
| 2007年12月13日 - 16日    | 2007/2008 ISUグランプリファイナル（トリノ）            | 1 72.14 | 1 127.09 | 1 199.23 |
| 2007年11月29日 - 12月1日 | ISUグランプリシリーズ NHK杯（仙台）                    | 1 70.32 | 1 120.32 | 1 190.64 |
| 2007年11月22日 - 25日    | ISUグランプリシリーズ ロシア杯（モスクワ）             | 2 66.78 | 2 119.17 | 2 185.95 |
| 2007年11月1日 - 4日      | ISUグランプリシリーズ スケートカナダ（ケベックシティ） | 1 69.44 | 1 119.19 | 1 188.63 |
| 2007年9月27日 - 29日     | 2007年ネーベルホルン杯（オーベルストドルフ）           | 1 69.33 | 1 105.82 | 1 175.15 |

| 2006-2007 シーズン    |                                                           |         |          |          |
| 開催日                | 大会名                                                    | SP      | FS       | 結果     |
| 2007年3月19日 - 25日  | 2007年世界フィギュアスケート選手権（東京）                | 2 67.65 | 3 119.74 | 3 187.39 |
| 2007年1月22日 - 28日  | 2007年ヨーロッパフィギュアスケート選手権（ワルシャワ）    | 1 65.38 | 1 134.01 | 1 187.39 |
| 2006年12月14日 - 17日 | 2006/2007 ISUグランプリファイナル（サンクトペテルブルク） | 4 58.82 | 2 121.85 | 2 180.67 |
| 2006年11月23日 - 26日 | ISUグランプリシリーズ ロシア杯（モスクワ）                | 1 63.96 | 2 115.49 | 1 179.45 |
| 2006年11月9日 - 12日  | ISUグランプリシリーズ 中国杯（南京）                      | 3 58.64 | 2 112.99 | 3 171.63 |

| 2005-2006 シーズン      |                                                        |         |          |          |
| 開催日                  | 大会名                                                 | SP      | FS       | 結果     |
| 2006年3月20日 - 26日    | 2006年世界フィギュアスケート選手権（カルガリー）       | 5 61.24 | 7 108.84 | 6 170.08 |
| 2006年2月10日 - 26日    | トリノオリンピック（トリノ）                           | 7 60.96 | 5 119.19 | 6 180.15 |
| 2006年1月16日 - 22日    | 2006年ヨーロッパフィギュアスケート選手権（リヨン）     | 3 64.46 | 2 123.62 | 2 188.08 |
| 2005年12月16日 - 18日   | 2005/2006 ISUグランプリファイナル（東京）              | 3 61.78 | 3 118.32 | 3 180.10 |
| 2005年12月1日 - 4日     | ISUグランプリシリーズ NHK杯（大阪）                    | 1 61.06 | 2 109.78 | 2 170.84 |
| 2005年10月27日 - 30日   | ISUグランプリシリーズ スケートカナダ（セントジョンズ） | 1 60.54 | 1 115.06 | 1 175.60 |
| 2005年9月29日 - 10月2日 | 2005年ネーベルホルン杯（オーベルストドルフ）           | 1 60.33 | 2 101.65 | 1 161.98 |

| 2004-2005 シーズン    |                                                    |         |          |          |
| 開催日                | 大会名                                             | SP      | FS       | 結果     |
| 2005年3月14日 - 20日  | 2005年世界フィギュアスケート選手権（モスクワ）     | 8 58.74 | 6 110.28 | 6 169.02 |
| 2005年1月25日 - 30日  | 2005年ヨーロッパフィギュアスケート選手権（トリノ） | 4 59.45 | 4 99.28  | 4 158.73 |
| 2004年11月25日 - 28日 | ISUグランプリシリーズ ロシア杯（モスクワ）         | 7 49.18 | 3 102.20 | 3 151.38 |
| 2004年11月4日 - 7日   | 2004年ニース杯（ニース）                           | 1       | 2        | 2        |
| 2004年9月23日 - 26日  | 2004年オンドレイネペラメモリアル（ブラチスラヴァ） | 1       | 1        | 1        |
| 2004年9月2日 - 5日    | 2004年ネーベルホルン杯（オーベルストドルフ）       | 5 44.46 | 2 90.94  | 3 135.40 |

## プログラム使用曲
| シーズン  | SP | FS | EX |
| --------- | --- | --- | --- |
| 2013-2014 | When Winter Comes 作曲：クリス・デ・バー 演奏：アンドレ・リュウ 振付：デヴィッド・ウィルソン映画『ピンクパンサー』サウンドトラックより 作曲：クリストフ・ベック | バレエ『くるみ割り人形』より 作曲：ピョートル・チャイコフスキー | ネッラ・ファンタジア ボーカル：イル・ディーヴォSuit & Tie 曲：ジャスティン・ティンバーレイク ft. ジェイ・ZWhen Winter Comes 作曲：クリス・デ・バー 演奏：アンドレ・リュウ 振付：デヴィッド・ウィルソンステイ 曲：ハーツ |
| 2012-2013 | キスメット 演奏：ボンド | フラメンコ・ボレロ 編曲：グスタボ・モンテサーノ | この素晴らしき世界ハッピー 曲：レオナ・ルイス |
| 2011-2012 | 映画『天使と悪魔』サウンドトラックより 作曲：ハンス・ジマー | 映画『Pina/ピナ・バウシュ 踊り続けるいのち』サウンドトラックより 作曲：トム・ハンレイシュ                                                                                                 | ダイバーシティ 演奏：エミリー・ベアーAutumn Moon on a Calm Lake 演奏：ラン・ラン |
| 2010-2011 | コロブチカ 演奏：ボンド | 映画『ピンクパンサー』サウンドトラックより 作曲：クリストフ・ベック | You'll Never Be Alone ボーカル：アナスタシアBarbie Girl 演奏：アクアGee ボーカル：少女時代 |
| 2009-2010 | 悲しみのクラウン 映画『リトル・ナイト・ミュージック』サウンドトラックより 作曲：スティーヴン・ソンドハイム 演奏：ダニー・ライト                                 | 映画『愛と哀しみの果て』サウンドトラックより 作曲：ジョン・バリーYou'll Never Walk Alone ミュージカル『回転木馬』サウンドトラックより 作曲：リチャード・ロジャース 演奏：アンドレ・リュウ | レニングラード 曲：クリス・デ・バーファシネーション 曲：アルファビートバッド・デイ〜ついてない日の応援歌 ボーカル：ダニエル・パウター                                                                                   |
| 2008-2009 | 映画『ロスト・イン・スペース』サウンドトラックより 作曲：ブルース・ブロートン                                                                                   | 映画『シンドラーのリスト』サウンドトラックより 作曲：ジョン・ウィリアムズ アルビノーニのアダージョ 作曲：レモ・ジャゾット                                                                 | We've Got Tonight ボーカル：ケニー・ロジャース、シーナ・イーストンピエ・イエズ ボーカル：サラ・ブライトマン 演奏：アンナ・マリア・カウフマンレニングラード 曲：クリス・デ・バー                                         |
| 2007-2008 | 映画『アショーカ』サウンドトラックより 作曲：アヌ・マリク | L'Oiseau 『シルク・ドゥ・ソレイユ』より 作曲：ルネ・デュプレ | レニングラード 曲：クリス・デ・バーネッラ・ファンタジア ボーカル：イル・ディーヴォ映画『タイタニック』より 作曲：ジェームズ・ホーナーFeeling Good ボーカル：マイケル・ブーブレ                                          |
| 2006-2007 | 映画『レジェンド・オブ・メキシコ/デスペラード』サウンドトラックより 作曲：ブライアン・セッツァー                                                                | 映画『ミッション』より 作曲：エンニオ・モリコーネ | Feeling Good ボーカル：マイケル・ブーブレSomewhere 映画『ウエスト・サイド物語』より 作曲：スティーヴン・ソンドハイム、レナード・バーンスタイン 演奏：ブライアント・ニクソン                                             |
| 2005-2006 | Souvenir De Chine 作曲：ジャン・ミッシェル・ジャール | 映画『1492 コロンブス』より 作曲：ヴァンゲリス | Hey Ya! 曲：アウトキャストミュージカル『ノートルダム・ド・パリ』より ボーカル：ガルー、ダニエル・ラヴォワ、パトリック・フィオリ                                                                                         |
| 2004-2005 | Isoleメドレー | 映画『カサブランカ』より 作曲：マックス・スタイナー | ミュージカル『ノートルダム・ド・パリ』より ボーカル：ガルー、ダニエル・ラヴォワ、パトリック・フィオリ |